# Hôtel de ville d'Altkirch
L'hôtel de ville est un monument historique situé à Altkirch, dans le département français du Haut-Rhin.

## Localisation
Ce bâtiment est situé place de la République à Altkirch.

## Historique
L'édifice fait l'objet d'une inscription au titre des monuments historiques depuis 1937.